# فهرست ملکه‌های پادشاهی اورشلیم
ملکه‌های اورشلیم از سال ۱۰۹۹ تا ۱۲۹۱ در اینجا فهرست شده‌اند. در سراسر ۲۰۰ سال پادشاهی اورشلیم، یک محافظ، ۱۸ پادشاه و ۵ ملکه حکومت می‌کردند که برخی از ملکه‌ها مستقیماً حکومت کرده و برخی دیگر نائب حکومت تا رسیدن فرزندانشان به سن قانونی بودند. پادشاهی اورشلیم پس از پایان یافتن نخستین جنگ صلیبی در سال ۱۰۹۹ توسط گادفری بوین در کرانه شرقی دریای مدیترانه در سرزمین شام تأسیس شد. این پادشاهی توانست تقریباً حدود ۲۰۰ سال، از ۱۰۹۹ تا ۱۲۹۱ باقی بماند تا اینکه آخرین پایگاه این پادشاهی در عکا، توسط ممالیک تصرف شد. تاریخ این پادشاهی را می‌توان به دو بخش تقسیم نمود: دوره نخست که به نخستین پادشاهی اورشلیم معروف است از سال ۱۰۹۹ تا ۱۱۸۷ طول کشید و در نهایت با پیروزی صلاح‌الدین ایوبی بر صلیبیون و از دست رفتن اورشلیم، پایتخت به عکا انتقال یافت. این پادشاهی پس از جنگ صلیبی سوم، در عکا مجدداً باز تأسیس شد. دوره دوم پس از جنگ صلیبی ششم و توافق امپراتور فریدریش دوم با ایوبیان و بازپس‌گیری اورشلیم طی معاهده و قرادادی تا زمان حمله خوارزمشاهیان به اورشلیم که به دومین پادشاهی اورشلیم یا پادشاهی عکا مشهور است.
پس از تشکیل پادشاهی اورشلیم، قلمروهای تقسیم شده بین فرماندهان صلیبی به صورت مجموعه ارباب‌نشین‌های فئودالی (همچون کنت‌نشین‌ادسا و کنت‌نشین طرابلس) تحت حاکمیت یک پادشاه درآمدند که این شیوه در دوره جانشینان گادفری بوین نیز ادامه یافت. پادشاه از کمک و حمایت چندین صاحب‌منصب کشوری استفاده می‌برد که وی را در امر اداره پادشاهی یاری می‌رساندند. بدین ترتیب همان شیوه حکومتی رایج در حکومت های فئودال اروپا نیز در پادشاهی تازه تأسیس اورشلیم پیاده و اجرایی شد. ملکه‌های پادشاهی نیز همچون پادشاهان نقش مهمی در سلطنت ایفا می‌کردند، برای مثال به دنیا آوردن یک وارث، تربیت فرزندان پادشاه، شناسایی جاسوسان نفوذ کرده در دربار و …. هرچند در طی ۲۰۰ سال پادشاهی تعدادی از ملکه‌ها به سلطنت رسیدند، با این حال وظیفه اصلی آنها اداره و کنترل دربار در زمان‌هایی بود که پادشاه به هر نحوی قادر به اداره کشور ــ خواه به علت طفولیت و یا به علت  بیماری ــ نبود. اینچنین در این دوره شاهد ملکه‌هایی هستیم که نقش ملکه هم‌نشین و نقش ملکه حاکم ایفا می‌کردند. با این حال براساس یوره اوکساریس، مردانی همچون فولک اورشلیم، گی لوزینیان، کنراد یکم، هنری دوم، کنت شامپانی و آیمری قبرس توانستند با ازدواج با ملکه‌های حاکم و براساس قانون مذکور به پادشاهی اورشلیم برسند. برای مثال با ازدواج گی با سیبلا، گی به امارت یافا و اشکلون دست یابد و پس از مدتی به تدریج توانست سیطرهٔ خود را بر تمامی مناطق به جز اورشلیم گسترش دهد و سرانجام به عنوان نائب‌السلطنه و جانشین پادشاه انتخاب شود.

## ملکه‌های اورشلیم
| نگاره                                                                                   | نام             | پدر                                              | خاندان          | تولد         | ازدواج                                          | ملکه شدن            | تاج‌گذاری              | پایان ملکه بودن      | مرگ                          | همسر(ان)                                                             | نقش و جایگاه |
| --------------------------------------------------------------------------------------- | --------------- | ------------------------------------------------ | --------------- | ------------ | ----------------------------------------------- | ------------------- | --------------------- | -------------------- | ---------------------------- | -------------------------------------------------------------------- | ------------ |
| ملکه‌هایی که یا به واسطه ازدواج یا بخاطر مسئله ارثی به مقام ملکه پادشاهی اورشلیم رسیدند. |                 |                                                  |                 |              |                                                 |                     |                       |                      |                              |                                                                      |              |
|                                                                                         | آردا ارمنستان   | توروس ماراشتسی                                   | خاندان بولون    | نامشخص       | ۱۰۹۷                                            | ۲۵ دسامبر ۱۱۰۰      | تاج‌گذاری نکرد         | ۱۱۰۵                 | در حدود ۱۱۱۷                 | بالدوین یکم اورشلیم                                                  | ملکه هم‌نشین  |
|                                                                                         | آدلاید دل واستو | مانفرد دل واستو (آلرامیکی)                       | خاندان بولون    | ۱۰۷۲/۵       | سپتامبر ۱۱۱۳                                    | سپتامبر ۱۱۱۳        | تاج‌گذاری نکرد         | ۱۱۱۷                 | ۱۶ آوریل ۱۱۱۸                | بالدوین یکم اورشلیم                                                  | ملکه هم‌نشین  |
|                                                                                         | مورفیا ملیتنه   | گابریل ملیتنه                                    | خاندان رتل      | نامشخص       | ۱۱۰۱                                            | ۱۴ آوریل ۱۱۱۸       | کریسمس ۱۱۱۹ در بیت‌لحم | ۱ اکتبر ۱۱۲۶ یا ۱۱۲۷ | ۱ اکتبر ۱۱۲۶ یا ۱۱۲۷         | بالدوین دوم اورشلیم                                                  | ملکه هم‌نشین  |
|                                                                                         | ملیساند         | بالدوین دوم اورشلیم                              | خاندان رتل      | ۱۱۰۵         | ۲ ژوئن ۱۱۲۹                                     | -                   | ۱۱۳۱ میلادی           | ۱۱۵۳ میلادی          | در حدود ۱۱۱۷                 | فولک اورشلیم                                                         | ملکه حاکم    |
|                                                                                         | تئودرا کومننه   | ایزاک کومونوس (کمنن)                             | خاندان آنژو     | ۱۱۴۵         | بعد از سپتامبر ۱۱۵۸                             | بعد از سپتامبر ۱۱۵۸ | نامشخص                | ۱۰ فوریه ۱۱۶۲        | نامشخص                       | بالدوین سوم اورشلیم                                                  | ملکه هم‌نشین  |
|                                                                                         | آگنس کورتنی     | ژوسلین دوم، کنت ادسا (خاندان کورتنی)             | خاندان آنژو     | ۱۱۳۳/۶       | ۱۱۵۷                                            | ۱۰ فوریه ۱۱۶۲       | تاج‌گذاری نکرد         | ۱۱۶۳                 | سپتامبر ۱۱۸۴ یا ۱ فوریه ۱۱۸۵ | امالریک یکم                                                          | ملکه هم‌نشین  |
|                                                                                         | ماریا کومننه    | ژان دوکاس کومنوس (کمنن)                          | خاندان آنژو     | ۱۱۵۴         | ۲۹ اوت ۱۱۶۷                                     | ۲۹ اوت ۱۱۶۷         | نامشخص                | ۱۱ ژولای ۱۱۷۴        | ۱۲۰۸–۱۷                      | امالریک یکم                                                          | ملکه هم‌نشین  |
|                                                                                         | سیبلا           | امالریک یکم                                      | خاندان آنژو     | ۱۱۶۰         | ۱۱۷۶ آوریل ۱۱۸۰                                 | -                   | ۱۱۸۶ میلادی           | ۱۱۹۰ میلادی          | ۲۵ ژوئیه (احتمالاً)، ۱۱۹۰     | ویلیام مونفروا گی لوزینیان                                           | ملکه حاکم    |
|                                                                                         | ایزابلا یکم     | امالریک یکم                                      | خاندان آنژو     | ۱۱۷۲         | نوامبر ۱۱۸۳ ۲۴ نوامبر۱۱۹۰ ۶ مه ۱۱۹۲ ژانویه ۱۱۹۸ | -                   | ۱۱۱۹۰/۱۱۹۲ میلادی     | ۱۲۰۵ میلادی          | ۵ آپریل ۱۲۰۵                 | هومفری چهارم، ارباب تورون کنراد یکم هنری دوم، کنت شامپانی آیمری قبرس | ملکه حاکم    |
|                                                                                         | ماریا مونفروا   | کنراد یکم                                        | خاندان آلرامیکی | تابستان ۱۱۹۲ | ۱۴ سپتامبر ۱۲۱۰                                 | -                   | ۱۲۰۵ میلادی           | ۱۲۱۲ میلادی          | ۱۲۱۲                         | جان برین                                                             | ملکه حاکم    |
|                                                                                         | ایزابلا دوم     | جان برین                                         | خاندان برین     | ۱۲۱۲         | اوت ۱۲۲۵                                        | -                   | ۱۲۱۲ میلادی           | ۱۲۲۸ میلادی          | ۲۵ آپریل ۱۲۲۸                | فریدریش دوم، امپراتور مقدس روم                                       | ملکه حاکم    |
|                                                                                         | الیزابت باواریا | اوتو دوم ویتلسباخ، دوک باواریا (خاندان ویتلسباخ) | خاندان هوشتافن  | ۱۲۲۷         | ۱ سپتامبر ۱۲۴۶                                  | ۱ سپتامبر ۱۲۴۶      | نامشخص                | ۲۱ مه ۱۲۵۴           | ۹ اکتبر ۱۲۷۳                 | کنراد چهارم                                                          | ملکه هم‌نشین  |
|                                                                                         | ایزابلا ابلین   | گی ابلین، افسر قبرس (خاندان ابلین)               | خاندان ابلین    | ۱۲۴۱/۴۲      | بعد از ۲۳ ژانویه ۱۲۵۵                           | ۲۴ سپتامبر ۱۲۶۹     | نامشخص                | ۲۴ مارس ۱۲۸۴         | ۲ ژوئن ۱۳۲۴                  | هیو سوم قبرس                                                         | ملکه هم‌نشین  |

## شجره‌نامه
|                 |                 |                 |                 |                 |                 |  |  |                                      |                                      |                                      |                                      |                                      |                                      |  |  |                                     |                                     | (ارتباط خانوادگی)                   |                                     |                                     |                                     |  |  |                                    |                                    |                                    |                                    |                                    |                                    |                                  |                                  |                                    |                                    |                                    |                                    |                                    |                                    |                             |                             |                                       |                                       |                                       |                                       |                                       |                                       |                                |                                |                                 |                                 |                                 |                                 |                                 |                                 |  |  |                                    |                                    |                                    |                                    |                                    |                                    |  |  |  |  |  |  |  |  |  |  |  |  |  |  |
|                 |                 |                 |                 |                 |                 |  |  |                                      |                                      |                                      |                                      |                                      |                                      |  |  |                                     |                                     |                                     |                                     |                                     |                                     |  |  |                                    |                                    |                                    |                                    |                                    |                                    |                                  |                                  |                                    |                                    |                                    |                                    |                                    |                                    |                             |                             |                                       |                                       |                                       |                                       |                                       |                                       |                                |                                |                                 |                                 |                                 |                                 |                                 |                                 |  |  |                                    |                                    |                                    |                                    |                                    |                                    |  |  |  |  |  |  |  |  |  |  |  |  |  |  |
|                 |                 |                 |                 |                 |                 |  |  |                                      |                                      |                                      |                                      |                                      |                                      |  |  |                                     |                                     |                                     |                                     |                                     |                                     |  |  |                                    |                                    |                                    |                                    |                                    |                                    |                                  |                                  |                                    |                                    |                                    |                                    |                                    |                                    |                             |                             |                                       |                                       |                                       |                                       |                                       |                                       |                                |                                |                                 |                                 |                                 |                                 |                                 |                                 |  |  |                                    |                                    |                                    |                                    |                                    |                                    |  |  |  |  |  |  |  |  |  |  |  |  |  |  |
|                 |                 |                 |                 |                 |                 |  |  |                                      |                                      |                                      |                                      |                                      |                                      |  |  |                                     |                                     |                                     |                                     |                                     |                                     |  |  |                                    |                                    |                                    |                                    |                                    |                                    |                                  |                                  |                                    |                                    |                                    |                                    |                                    |                                    |                             |                             |                                       |                                       |                                       |                                       |                                       |                                       |                                |                                |                                 |                                 |                                 |                                 |                                 |                                 |  |  |                                    |                                    |                                    |                                    |                                    |                                    |  |  |  |  |  |  |  |  |  |  |  |  |  |  |
| خاندان بولون    | خاندان بولون    | خاندان بولون    | خاندان بولون    | خاندان بولون    | خاندان بولون    |  |  | گادفری ۱۰۶۰–۱۱۰۰ ح. ۱۰۹۹–۱۱۰۰        | گادفری ۱۰۶۰–۱۱۰۰ ح. ۱۰۹۹–۱۱۰۰        | گادفری ۱۰۶۰–۱۱۰۰ ح. ۱۰۹۹–۱۱۰۰        | گادفری ۱۰۶۰–۱۱۰۰ ح. ۱۰۹۹–۱۱۰۰        | گادفری ۱۰۶۰–۱۱۰۰ ح. ۱۰۹۹–۱۱۰۰        | گادفری ۱۰۶۰–۱۱۰۰ ح. ۱۰۹۹–۱۱۰۰        |  |  | بالدوین یکم ۱۰۵۸–۱۱۱۸ ح. ۱۱۰۰–۱۱۱۸  | بالدوین یکم ۱۰۵۸–۱۱۱۸ ح. ۱۱۰۰–۱۱۱۸  | بالدوین یکم ۱۰۵۸–۱۱۱۸ ح. ۱۱۰۰–۱۱۱۸  | بالدوین یکم ۱۰۵۸–۱۱۱۸ ح. ۱۱۰۰–۱۱۱۸  | بالدوین یکم ۱۰۵۸–۱۱۱۸ ح. ۱۱۰۰–۱۱۱۸  | بالدوین یکم ۱۰۵۸–۱۱۱۸ ح. ۱۱۰۰–۱۱۱۸  |  |  | بالدوین دوم ۱۰۶۰–۱۱۳۱ ح. ۱۱۱۸–۱۱۳۱ | بالدوین دوم ۱۰۶۰–۱۱۳۱ ح. ۱۱۱۸–۱۱۳۱ | بالدوین دوم ۱۰۶۰–۱۱۳۱ ح. ۱۱۱۸–۱۱۳۱ | بالدوین دوم ۱۰۶۰–۱۱۳۱ ح. ۱۱۱۸–۱۱۳۱ | بالدوین دوم ۱۰۶۰–۱۱۳۱ ح. ۱۱۱۸–۱۱۳۱ | بالدوین دوم ۱۰۶۰–۱۱۳۱ ح. ۱۱۱۸–۱۱۳۱ |                                  |                                  |                                    |                                    |                                    |                                    |                                    |                                    |                             |                             |                                       |                                       |                                       |                                       |                                       |                                       |                                |                                |                                 |                                 |                                 |                                 |                                 |                                 |  |  |                                    |                                    |                                    |                                    |                                    |                                    |  |  |  |  |  |  |  |  |  |  |  |  |  |  |
| خاندان بولون    | خاندان بولون    | خاندان بولون    | خاندان بولون    | خاندان بولون    | خاندان بولون    |  |  | گادفری ۱۰۶۰–۱۱۰۰ ح. ۱۰۹۹–۱۱۰۰        | گادفری ۱۰۶۰–۱۱۰۰ ح. ۱۰۹۹–۱۱۰۰        | گادفری ۱۰۶۰–۱۱۰۰ ح. ۱۰۹۹–۱۱۰۰        | گادفری ۱۰۶۰–۱۱۰۰ ح. ۱۰۹۹–۱۱۰۰        | گادفری ۱۰۶۰–۱۱۰۰ ح. ۱۰۹۹–۱۱۰۰        | گادفری ۱۰۶۰–۱۱۰۰ ح. ۱۰۹۹–۱۱۰۰        |  |  | بالدوین یکم ۱۰۵۸–۱۱۱۸ ح. ۱۱۰۰–۱۱۱۸  | بالدوین یکم ۱۰۵۸–۱۱۱۸ ح. ۱۱۰۰–۱۱۱۸  | بالدوین یکم ۱۰۵۸–۱۱۱۸ ح. ۱۱۰۰–۱۱۱۸  | بالدوین یکم ۱۰۵۸–۱۱۱۸ ح. ۱۱۰۰–۱۱۱۸  | بالدوین یکم ۱۰۵۸–۱۱۱۸ ح. ۱۱۰۰–۱۱۱۸  | بالدوین یکم ۱۰۵۸–۱۱۱۸ ح. ۱۱۰۰–۱۱۱۸  |  |  | بالدوین دوم ۱۰۶۰–۱۱۳۱ ح. ۱۱۱۸–۱۱۳۱ | بالدوین دوم ۱۰۶۰–۱۱۳۱ ح. ۱۱۱۸–۱۱۳۱ | بالدوین دوم ۱۰۶۰–۱۱۳۱ ح. ۱۱۱۸–۱۱۳۱ | بالدوین دوم ۱۰۶۰–۱۱۳۱ ح. ۱۱۱۸–۱۱۳۱ | بالدوین دوم ۱۰۶۰–۱۱۳۱ ح. ۱۱۱۸–۱۱۳۱ | بالدوین دوم ۱۰۶۰–۱۱۳۱ ح. ۱۱۱۸–۱۱۳۱ |                                  |                                  |                                    |                                    |                                    |                                    |                                    |                                    |                             |                             |                                       |                                       |                                       |                                       |                                       |                                       |                                |                                |                                 |                                 |                                 |                                 |                                 |                                 |  |  |                                    |                                    |                                    |                                    |                                    |                                    |  |  |  |  |  |  |  |  |  |  |  |  |  |  |
| خاندان رتل      | خاندان رتل      | خاندان رتل      | خاندان رتل      | خاندان رتل      | خاندان رتل      |  |  |                                      |                                      |                                      |                                      |                                      |                                      |  |  |                                     |                                     |                                     |                                     |                                     |                                     |  |  | ملیساند ۱۱۰۵–۱۱۶۱ ح. ۱۱۳۱–۱۱۵۳     | ملیساند ۱۱۰۵–۱۱۶۱ ح. ۱۱۳۱–۱۱۵۳     | ملیساند ۱۱۰۵–۱۱۶۱ ح. ۱۱۳۱–۱۱۵۳     | ملیساند ۱۱۰۵–۱۱۶۱ ح. ۱۱۳۱–۱۱۵۳     | ملیساند ۱۱۰۵–۱۱۶۱ ح. ۱۱۳۱–۱۱۵۳     | ملیساند ۱۱۰۵–۱۱۶۱ ح. ۱۱۳۱–۱۱۵۳     |                                  |                                  | فولک ۱۰۹۲–۱۱۴۳ ح. ۱۱۳۱–۱۱۴۳        | فولک ۱۰۹۲–۱۱۴۳ ح. ۱۱۳۱–۱۱۴۳        | فولک ۱۰۹۲–۱۱۴۳ ح. ۱۱۳۱–۱۱۴۳        | فولک ۱۰۹۲–۱۱۴۳ ح. ۱۱۳۱–۱۱۴۳        | فولک ۱۰۹۲–۱۱۴۳ ح. ۱۱۳۱–۱۱۴۳        | فولک ۱۰۹۲–۱۱۴۳ ح. ۱۱۳۱–۱۱۴۳        |                             |                             |                                       |                                       |                                       |                                       |                                       |                                       |                                |                                |                                 |                                 |                                 |                                 |                                 |                                 |  |  |                                    |                                    |                                    |                                    |                                    |                                    |  |  |  |  |  |  |  |  |  |  |  |  |  |  |
| خاندان رتل      | خاندان رتل      | خاندان رتل      | خاندان رتل      | خاندان رتل      | خاندان رتل      |  |  |                                      |                                      |                                      |                                      |                                      |                                      |  |  |                                     |                                     |                                     |                                     |                                     |                                     |  |  | ملیساند ۱۱۰۵–۱۱۶۱ ح. ۱۱۳۱–۱۱۵۳     | ملیساند ۱۱۰۵–۱۱۶۱ ح. ۱۱۳۱–۱۱۵۳     | ملیساند ۱۱۰۵–۱۱۶۱ ح. ۱۱۳۱–۱۱۵۳     | ملیساند ۱۱۰۵–۱۱۶۱ ح. ۱۱۳۱–۱۱۵۳     | ملیساند ۱۱۰۵–۱۱۶۱ ح. ۱۱۳۱–۱۱۵۳     | ملیساند ۱۱۰۵–۱۱۶۱ ح. ۱۱۳۱–۱۱۵۳     |                                  |                                  | فولک ۱۰۹۲–۱۱۴۳ ح. ۱۱۳۱–۱۱۴۳        | فولک ۱۰۹۲–۱۱۴۳ ح. ۱۱۳۱–۱۱۴۳        | فولک ۱۰۹۲–۱۱۴۳ ح. ۱۱۳۱–۱۱۴۳        | فولک ۱۰۹۲–۱۱۴۳ ح. ۱۱۳۱–۱۱۴۳        | فولک ۱۰۹۲–۱۱۴۳ ح. ۱۱۳۱–۱۱۴۳        | فولک ۱۰۹۲–۱۱۴۳ ح. ۱۱۳۱–۱۱۴۳        |                             |                             |                                       |                                       |                                       |                                       |                                       |                                       |                                |                                |                                 |                                 |                                 |                                 |                                 |                                 |  |  |                                    |                                    |                                    |                                    |                                    |                                    |  |  |  |  |  |  |  |  |  |  |  |  |  |  |
|                 |                 |                 |                 |                 |                 |  |  |                                      |                                      |                                      |                                      |                                      |                                      |  |  |                                     |                                     |                                     |                                     |                                     |                                     |  |  |                                    |                                    |                                    |                                    |                                    |                                    |                                  |                                  |                                    |                                    |                                    |                                    |                                    |                                    |                             |                             |                                       |                                       |                                       |                                       |                                       |                                       |                                |                                |                                 |                                 |                                 |                                 |                                 |                                 |  |  |                                    |                                    |                                    |                                    |                                    |                                    |  |  |  |  |  |  |  |  |  |  |  |  |  |  |
|                 |                 |                 |                 |                 |                 |  |  |                                      |                                      |                                      |                                      |                                      |                                      |  |  |                                     |                                     |                                     |                                     |                                     |                                     |  |  |                                    |                                    |                                    |                                    |                                    |                                    |                                  |                                  |                                    |                                    |                                    |                                    |                                    |                                    |                             |                             |                                       |                                       |                                       |                                       |                                       |                                       |                                |                                |                                 |                                 |                                 |                                 |                                 |                                 |  |  |                                    |                                    |                                    |                                    |                                    |                                    |  |  |  |  |  |  |  |  |  |  |  |  |  |  |
| خاندان آنژو     | خاندان آنژو     | خاندان آنژو     | خاندان آنژو     | خاندان آنژو     | خاندان آنژو     |  |  |                                      |                                      |                                      |                                      |                                      |                                      |  |  |                                     |                                     |                                     |                                     |                                     |                                     |  |  | بالدوین سوم ۱۱۳۰–۱۱۶۳ ح. ۱۱۴۳–۱۱۶۳ | بالدوین سوم ۱۱۳۰–۱۱۶۳ ح. ۱۱۴۳–۱۱۶۳ | بالدوین سوم ۱۱۳۰–۱۱۶۳ ح. ۱۱۴۳–۱۱۶۳ | بالدوین سوم ۱۱۳۰–۱۱۶۳ ح. ۱۱۴۳–۱۱۶۳ | بالدوین سوم ۱۱۳۰–۱۱۶۳ ح. ۱۱۴۳–۱۱۶۳ | بالدوین سوم ۱۱۳۰–۱۱۶۳ ح. ۱۱۴۳–۱۱۶۳ |                                  |                                  | امالریک یکم ۱۱۳۶–۱۱۷۴ ح. ۱۱۶۳–۱۱۷۴ | امالریک یکم ۱۱۳۶–۱۱۷۴ ح. ۱۱۶۳–۱۱۷۴ | امالریک یکم ۱۱۳۶–۱۱۷۴ ح. ۱۱۶۳–۱۱۷۴ | امالریک یکم ۱۱۳۶–۱۱۷۴ ح. ۱۱۶۳–۱۱۷۴ | امالریک یکم ۱۱۳۶–۱۱۷۴ ح. ۱۱۶۳–۱۱۷۴ | امالریک یکم ۱۱۳۶–۱۱۷۴ ح. ۱۱۶۳–۱۱۷۴ |                             |                             |                                       |                                       |                                       |                                       |                                       |                                       |                                |                                |                                 |                                 |                                 |                                 |                                 |                                 |  |  |                                    |                                    |                                    |                                    |                                    |                                    |  |  |  |  |  |  |  |  |  |  |  |  |  |  |
| خاندان آنژو     | خاندان آنژو     | خاندان آنژو     | خاندان آنژو     | خاندان آنژو     | خاندان آنژو     |  |  |                                      |                                      |                                      |                                      |                                      |                                      |  |  |                                     |                                     |                                     |                                     |                                     |                                     |  |  | بالدوین سوم ۱۱۳۰–۱۱۶۳ ح. ۱۱۴۳–۱۱۶۳ | بالدوین سوم ۱۱۳۰–۱۱۶۳ ح. ۱۱۴۳–۱۱۶۳ | بالدوین سوم ۱۱۳۰–۱۱۶۳ ح. ۱۱۴۳–۱۱۶۳ | بالدوین سوم ۱۱۳۰–۱۱۶۳ ح. ۱۱۴۳–۱۱۶۳ | بالدوین سوم ۱۱۳۰–۱۱۶۳ ح. ۱۱۴۳–۱۱۶۳ | بالدوین سوم ۱۱۳۰–۱۱۶۳ ح. ۱۱۴۳–۱۱۶۳ |                                  |                                  | امالریک یکم ۱۱۳۶–۱۱۷۴ ح. ۱۱۶۳–۱۱۷۴ | امالریک یکم ۱۱۳۶–۱۱۷۴ ح. ۱۱۶۳–۱۱۷۴ | امالریک یکم ۱۱۳۶–۱۱۷۴ ح. ۱۱۶۳–۱۱۷۴ | امالریک یکم ۱۱۳۶–۱۱۷۴ ح. ۱۱۶۳–۱۱۷۴ | امالریک یکم ۱۱۳۶–۱۱۷۴ ح. ۱۱۶۳–۱۱۷۴ | امالریک یکم ۱۱۳۶–۱۱۷۴ ح. ۱۱۶۳–۱۱۷۴ |                             |                             |                                       |                                       |                                       |                                       |                                       |                                       |                                |                                |                                 |                                 |                                 |                                 |                                 |                                 |  |  |                                    |                                    |                                    |                                    |                                    |                                    |  |  |  |  |  |  |  |  |  |  |  |  |  |  |
|                 |                 |                 |                 |                 |                 |  |  |                                      |                                      |                                      |                                      |                                      |                                      |  |  |                                     |                                     |                                     |                                     |                                     |                                     |  |  |                                    |                                    |                                    |                                    |                                    |                                    |                                  |                                  |                                    |                                    |                                    |                                    |                                    |                                    |                             |                             |                                       |                                       |                                       |                                       |                                       |                                       |                                |                                |                                 |                                 |                                 |                                 |                                 |                                 |  |  |                                    |                                    |                                    |                                    |                                    |                                    |  |  |  |  |  |  |  |  |  |  |  |  |  |  |
| خاندان آلرامیکی | خاندان آلرامیکی | خاندان آلرامیکی | خاندان آلرامیکی | خاندان آلرامیکی | خاندان آلرامیکی |  |  | بالدوین چهارم ۱۱۶۱–۱۱۸۵ ح. ۱۱۷۴–۱۱۸۵ | بالدوین چهارم ۱۱۶۱–۱۱۸۵ ح. ۱۱۷۴–۱۱۸۵ | بالدوین چهارم ۱۱۶۱–۱۱۸۵ ح. ۱۱۷۴–۱۱۸۵ | بالدوین چهارم ۱۱۶۱–۱۱۸۵ ح. ۱۱۷۴–۱۱۸۵ | بالدوین چهارم ۱۱۶۱–۱۱۸۵ ح. ۱۱۷۴–۱۱۸۵ | بالدوین چهارم ۱۱۶۱–۱۱۸۵ ح. ۱۱۷۴–۱۱۸۵ |  |  | سیبلا ۱۱۶۰–۱۱۹۰ ح. ۱۱۸۶–۱۱۹۰        | سیبلا ۱۱۶۰–۱۱۹۰ ح. ۱۱۸۶–۱۱۹۰        | سیبلا ۱۱۶۰–۱۱۹۰ ح. ۱۱۸۶–۱۱۹۰        | سیبلا ۱۱۶۰–۱۱۹۰ ح. ۱۱۸۶–۱۱۹۰        | سیبلا ۱۱۶۰–۱۱۹۰ ح. ۱۱۸۶–۱۱۹۰        | سیبلا ۱۱۶۰–۱۱۹۰ ح. ۱۱۸۶–۱۱۹۰        |  |  | گی ۱۱۵۰–۱۱۹۴ ح. ۱۱۸۶–۱۱۹۰/۹۲       | گی ۱۱۵۰–۱۱۹۴ ح. ۱۱۸۶–۱۱۹۰/۹۲       | گی ۱۱۵۰–۱۱۹۴ ح. ۱۱۸۶–۱۱۹۰/۹۲       | گی ۱۱۵۰–۱۱۹۴ ح. ۱۱۸۶–۱۱۹۰/۹۲       | گی ۱۱۵۰–۱۱۹۴ ح. ۱۱۸۶–۱۱۹۰/۹۲       | گی ۱۱۵۰–۱۱۹۴ ح. ۱۱۸۶–۱۱۹۰/۹۲       |                                  |                                  | کنراد یکم ۱۱۴۵–۱۱۹۲ ح. ۱۱۹۲        | کنراد یکم ۱۱۴۵–۱۱۹۲ ح. ۱۱۹۲        | کنراد یکم ۱۱۴۵–۱۱۹۲ ح. ۱۱۹۲        | کنراد یکم ۱۱۴۵–۱۱۹۲ ح. ۱۱۹۲        | کنراد یکم ۱۱۴۵–۱۱۹۲ ح. ۱۱۹۲        | کنراد یکم ۱۱۴۵–۱۱۹۲ ح. ۱۱۹۲        |                             |                             | ایزابلا یکم ۱۱۷۲–۱۲۰۵ ح. ۱۱۹۰/۹۲–۱۲۰۵ | ایزابلا یکم ۱۱۷۲–۱۲۰۵ ح. ۱۱۹۰/۹۲–۱۲۰۵ | ایزابلا یکم ۱۱۷۲–۱۲۰۵ ح. ۱۱۹۰/۹۲–۱۲۰۵ | ایزابلا یکم ۱۱۷۲–۱۲۰۵ ح. ۱۱۹۰/۹۲–۱۲۰۵ | ایزابلا یکم ۱۱۷۲–۱۲۰۵ ح. ۱۱۹۰/۹۲–۱۲۰۵ | ایزابلا یکم ۱۱۷۲–۱۲۰۵ ح. ۱۱۹۰/۹۲–۱۲۰۵ |                                |                                | هنری یکم ۱۱۶۶–۱۱۹۷ ح. ۱۱۹۲–۱۱۹۷ | هنری یکم ۱۱۶۶–۱۱۹۷ ح. ۱۱۹۲–۱۱۹۷ | هنری یکم ۱۱۶۶–۱۱۹۷ ح. ۱۱۹۲–۱۱۹۷ | هنری یکم ۱۱۶۶–۱۱۹۷ ح. ۱۱۹۲–۱۱۹۷ | هنری یکم ۱۱۶۶–۱۱۹۷ ح. ۱۱۹۲–۱۱۹۷ | هنری یکم ۱۱۶۶–۱۱۹۷ ح. ۱۱۹۲–۱۱۹۷ |  |  | امالریک دوم ۱۱۴۵–۱۲۰۵ ح. ۱۱۹۷–۱۲۰۵ | امالریک دوم ۱۱۴۵–۱۲۰۵ ح. ۱۱۹۷–۱۲۰۵ | امالریک دوم ۱۱۴۵–۱۲۰۵ ح. ۱۱۹۷–۱۲۰۵ | امالریک دوم ۱۱۴۵–۱۲۰۵ ح. ۱۱۹۷–۱۲۰۵ | امالریک دوم ۱۱۴۵–۱۲۰۵ ح. ۱۱۹۷–۱۲۰۵ | امالریک دوم ۱۱۴۵–۱۲۰۵ ح. ۱۱۹۷–۱۲۰۵ |  |  |  |  |  |  |  |  |  |  |  |  |  |  |
| خاندان آلرامیکی | خاندان آلرامیکی | خاندان آلرامیکی | خاندان آلرامیکی | خاندان آلرامیکی | خاندان آلرامیکی |  |  | بالدوین چهارم ۱۱۶۱–۱۱۸۵ ح. ۱۱۷۴–۱۱۸۵ | بالدوین چهارم ۱۱۶۱–۱۱۸۵ ح. ۱۱۷۴–۱۱۸۵ | بالدوین چهارم ۱۱۶۱–۱۱۸۵ ح. ۱۱۷۴–۱۱۸۵ | بالدوین چهارم ۱۱۶۱–۱۱۸۵ ح. ۱۱۷۴–۱۱۸۵ | بالدوین چهارم ۱۱۶۱–۱۱۸۵ ح. ۱۱۷۴–۱۱۸۵ | بالدوین چهارم ۱۱۶۱–۱۱۸۵ ح. ۱۱۷۴–۱۱۸۵ |  |  | سیبلا ۱۱۶۰–۱۱۹۰ ح. ۱۱۸۶–۱۱۹۰        | سیبلا ۱۱۶۰–۱۱۹۰ ح. ۱۱۸۶–۱۱۹۰        | سیبلا ۱۱۶۰–۱۱۹۰ ح. ۱۱۸۶–۱۱۹۰        | سیبلا ۱۱۶۰–۱۱۹۰ ح. ۱۱۸۶–۱۱۹۰        | سیبلا ۱۱۶۰–۱۱۹۰ ح. ۱۱۸۶–۱۱۹۰        | سیبلا ۱۱۶۰–۱۱۹۰ ح. ۱۱۸۶–۱۱۹۰        |  |  | گی ۱۱۵۰–۱۱۹۴ ح. ۱۱۸۶–۱۱۹۰/۹۲       | گی ۱۱۵۰–۱۱۹۴ ح. ۱۱۸۶–۱۱۹۰/۹۲       | گی ۱۱۵۰–۱۱۹۴ ح. ۱۱۸۶–۱۱۹۰/۹۲       | گی ۱۱۵۰–۱۱۹۴ ح. ۱۱۸۶–۱۱۹۰/۹۲       | گی ۱۱۵۰–۱۱۹۴ ح. ۱۱۸۶–۱۱۹۰/۹۲       | گی ۱۱۵۰–۱۱۹۴ ح. ۱۱۸۶–۱۱۹۰/۹۲       |                                  |                                  | کنراد یکم ۱۱۴۵–۱۱۹۲ ح. ۱۱۹۲        | کنراد یکم ۱۱۴۵–۱۱۹۲ ح. ۱۱۹۲        | کنراد یکم ۱۱۴۵–۱۱۹۲ ح. ۱۱۹۲        | کنراد یکم ۱۱۴۵–۱۱۹۲ ح. ۱۱۹۲        | کنراد یکم ۱۱۴۵–۱۱۹۲ ح. ۱۱۹۲        | کنراد یکم ۱۱۴۵–۱۱۹۲ ح. ۱۱۹۲        |                             |                             | ایزابلا یکم ۱۱۷۲–۱۲۰۵ ح. ۱۱۹۰/۹۲–۱۲۰۵ | ایزابلا یکم ۱۱۷۲–۱۲۰۵ ح. ۱۱۹۰/۹۲–۱۲۰۵ | ایزابلا یکم ۱۱۷۲–۱۲۰۵ ح. ۱۱۹۰/۹۲–۱۲۰۵ | ایزابلا یکم ۱۱۷۲–۱۲۰۵ ح. ۱۱۹۰/۹۲–۱۲۰۵ | ایزابلا یکم ۱۱۷۲–۱۲۰۵ ح. ۱۱۹۰/۹۲–۱۲۰۵ | ایزابلا یکم ۱۱۷۲–۱۲۰۵ ح. ۱۱۹۰/۹۲–۱۲۰۵ |                                |                                | هنری یکم ۱۱۶۶–۱۱۹۷ ح. ۱۱۹۲–۱۱۹۷ | هنری یکم ۱۱۶۶–۱۱۹۷ ح. ۱۱۹۲–۱۱۹۷ | هنری یکم ۱۱۶۶–۱۱۹۷ ح. ۱۱۹۲–۱۱۹۷ | هنری یکم ۱۱۶۶–۱۱۹۷ ح. ۱۱۹۲–۱۱۹۷ | هنری یکم ۱۱۶۶–۱۱۹۷ ح. ۱۱۹۲–۱۱۹۷ | هنری یکم ۱۱۶۶–۱۱۹۷ ح. ۱۱۹۲–۱۱۹۷ |  |  | امالریک دوم ۱۱۴۵–۱۲۰۵ ح. ۱۱۹۷–۱۲۰۵ | امالریک دوم ۱۱۴۵–۱۲۰۵ ح. ۱۱۹۷–۱۲۰۵ | امالریک دوم ۱۱۴۵–۱۲۰۵ ح. ۱۱۹۷–۱۲۰۵ | امالریک دوم ۱۱۴۵–۱۲۰۵ ح. ۱۱۹۷–۱۲۰۵ | امالریک دوم ۱۱۴۵–۱۲۰۵ ح. ۱۱۹۷–۱۲۰۵ | امالریک دوم ۱۱۴۵–۱۲۰۵ ح. ۱۱۹۷–۱۲۰۵ |  |  |  |  |  |  |  |  |  |  |  |  |  |  |
|                 |                 |                 |                 |                 |                 |  |  |                                      |                                      |                                      |                                      |                                      |                                      |  |  |                                     |                                     |                                     |                                     |                                     |                                     |  |  |                                    |                                    |                                    |                                    |                                    |                                    |                                  |                                  |                                    |                                    |                                    |                                    |                                    |                                    |                             |                             |                                       |                                       |                                       |                                       |                                       |                                       |                                |                                |                                 |                                 |                                 |                                 |                                 |                                 |  |  |                                    |                                    |                                    |                                    |                                    |                                    |  |  |  |  |  |  |  |  |  |  |  |  |  |  |
| خاندان بلویی    | خاندان بلویی    | خاندان بلویی    | خاندان بلویی    | خاندان بلویی    | خاندان بلویی    |  |  |                                      |                                      |                                      |                                      |                                      |                                      |  |  | بالدوین پنجم ۱۱۷۷–۱۱۸۶ ح. ۱۱۸۵–۱۱۸۶ | بالدوین پنجم ۱۱۷۷–۱۱۸۶ ح. ۱۱۸۵–۱۱۸۶ | بالدوین پنجم ۱۱۷۷–۱۱۸۶ ح. ۱۱۸۵–۱۱۸۶ | بالدوین پنجم ۱۱۷۷–۱۱۸۶ ح. ۱۱۸۵–۱۱۸۶ | بالدوین پنجم ۱۱۷۷–۱۱۸۶ ح. ۱۱۸۵–۱۱۸۶ | بالدوین پنجم ۱۱۷۷–۱۱۸۶ ح. ۱۱۸۵–۱۱۸۶ |  |  |                                    |                                    |                                    |                                    | جان ۱۱۷۰–۱۲۳۷ ح. ۱۲۱۰–۱۲۱۲         | جان ۱۱۷۰–۱۲۳۷ ح. ۱۲۱۰–۱۲۱۲         | جان ۱۱۷۰–۱۲۳۷ ح. ۱۲۱۰–۱۲۱۲       | جان ۱۱۷۰–۱۲۳۷ ح. ۱۲۱۰–۱۲۱۲       | جان ۱۱۷۰–۱۲۳۷ ح. ۱۲۱۰–۱۲۱۲         | جان ۱۱۷۰–۱۲۳۷ ح. ۱۲۱۰–۱۲۱۲         |                                    |                                    | ماری ۱۱۹۲–۱۲۱۲ ح. ۱۲۰۵–۱۲۱۲        | ماری ۱۱۹۲–۱۲۱۲ ح. ۱۲۰۵–۱۲۱۲        | ماری ۱۱۹۲–۱۲۱۲ ح. ۱۲۰۵–۱۲۱۲ | ماری ۱۱۹۲–۱۲۱۲ ح. ۱۲۰۵–۱۲۱۲ | ماری ۱۱۹۲–۱۲۱۲ ح. ۱۲۰۵–۱۲۱۲           | ماری ۱۱۹۲–۱۲۱۲ ح. ۱۲۰۵–۱۲۱۲           |                                       |                                       | آلیس ۱۱۹۵–۱۲۴۶                        | آلیس ۱۱۹۵–۱۲۴۶                        | آلیس ۱۱۹۵–۱۲۴۶                 | آلیس ۱۱۹۵–۱۲۴۶                 | آلیس ۱۱۹۵–۱۲۴۶                  | آلیس ۱۱۹۵–۱۲۴۶                  |                                 |                                 |                                 |                                 |  |  |                                    |                                    |                                    |                                    |                                    |                                    |  |  |  |  |  |  |  |  |  |  |  |  |  |  |
| خاندان بلویی    | خاندان بلویی    | خاندان بلویی    | خاندان بلویی    | خاندان بلویی    | خاندان بلویی    |  |  |                                      |                                      |                                      |                                      |                                      |                                      |  |  | بالدوین پنجم ۱۱۷۷–۱۱۸۶ ح. ۱۱۸۵–۱۱۸۶ | بالدوین پنجم ۱۱۷۷–۱۱۸۶ ح. ۱۱۸۵–۱۱۸۶ | بالدوین پنجم ۱۱۷۷–۱۱۸۶ ح. ۱۱۸۵–۱۱۸۶ | بالدوین پنجم ۱۱۷۷–۱۱۸۶ ح. ۱۱۸۵–۱۱۸۶ | بالدوین پنجم ۱۱۷۷–۱۱۸۶ ح. ۱۱۸۵–۱۱۸۶ | بالدوین پنجم ۱۱۷۷–۱۱۸۶ ح. ۱۱۸۵–۱۱۸۶ |  |  |                                    |                                    |                                    |                                    | جان ۱۱۷۰–۱۲۳۷ ح. ۱۲۱۰–۱۲۱۲         | جان ۱۱۷۰–۱۲۳۷ ح. ۱۲۱۰–۱۲۱۲         | جان ۱۱۷۰–۱۲۳۷ ح. ۱۲۱۰–۱۲۱۲       | جان ۱۱۷۰–۱۲۳۷ ح. ۱۲۱۰–۱۲۱۲       | جان ۱۱۷۰–۱۲۳۷ ح. ۱۲۱۰–۱۲۱۲         | جان ۱۱۷۰–۱۲۳۷ ح. ۱۲۱۰–۱۲۱۲         |                                    |                                    | ماری ۱۱۹۲–۱۲۱۲ ح. ۱۲۰۵–۱۲۱۲        | ماری ۱۱۹۲–۱۲۱۲ ح. ۱۲۰۵–۱۲۱۲        | ماری ۱۱۹۲–۱۲۱۲ ح. ۱۲۰۵–۱۲۱۲ | ماری ۱۱۹۲–۱۲۱۲ ح. ۱۲۰۵–۱۲۱۲ | ماری ۱۱۹۲–۱۲۱۲ ح. ۱۲۰۵–۱۲۱۲           | ماری ۱۱۹۲–۱۲۱۲ ح. ۱۲۰۵–۱۲۱۲           |                                       |                                       | آلیس ۱۱۹۵–۱۲۴۶                        | آلیس ۱۱۹۵–۱۲۴۶                        | آلیس ۱۱۹۵–۱۲۴۶                 | آلیس ۱۱۹۵–۱۲۴۶                 | آلیس ۱۱۹۵–۱۲۴۶                  | آلیس ۱۱۹۵–۱۲۴۶                  |                                 |                                 |                                 |                                 |  |  |                                    |                                    |                                    |                                    |                                    |                                    |  |  |  |  |  |  |  |  |  |  |  |  |  |  |
|                 |                 |                 |                 |                 |                 |  |  |                                      |                                      |                                      |                                      |                                      |                                      |  |  |                                     |                                     |                                     |                                     |                                     |                                     |  |  |                                    |                                    |                                    |                                    |                                    |                                    |                                  |                                  |                                    |                                    |                                    |                                    |                                    |                                    |                             |                             |                                       |                                       |                                       |                                       |                                       |                                       |                                |                                |                                 |                                 |                                 |                                 |                                 |                                 |  |  |                                    |                                    |                                    |                                    |                                    |                                    |  |  |  |  |  |  |  |  |  |  |  |  |  |  |
| خاندان برین     | خاندان برین     | خاندان برین     | خاندان برین     | خاندان برین     | خاندان برین     |  |  |                                      |                                      |                                      |                                      |                                      |                                      |  |  |                                     |                                     |                                     |                                     |                                     |                                     |  |  | فریدریش ۱۱۹۴–۱۲۵۰ ح. ۱۲۲۵–۱۲۲۸     | فریدریش ۱۱۹۴–۱۲۵۰ ح. ۱۲۲۵–۱۲۲۸     | فریدریش ۱۱۹۴–۱۲۵۰ ح. ۱۲۲۵–۱۲۲۸     | فریدریش ۱۱۹۴–۱۲۵۰ ح. ۱۲۲۵–۱۲۲۸     | فریدریش ۱۱۹۴–۱۲۵۰ ح. ۱۲۲۵–۱۲۲۸     | فریدریش ۱۱۹۴–۱۲۵۰ ح. ۱۲۲۵–۱۲۲۸     |                                  |                                  | ایزابلا دوم ۱۲۱۲–۱۲۲۸ ح. ۱۲۱۲–۱۲۲۸ | ایزابلا دوم ۱۲۱۲–۱۲۲۸ ح. ۱۲۱۲–۱۲۲۸ | ایزابلا دوم ۱۲۱۲–۱۲۲۸ ح. ۱۲۱۲–۱۲۲۸ | ایزابلا دوم ۱۲۱۲–۱۲۲۸ ح. ۱۲۱۲–۱۲۲۸ | ایزابلا دوم ۱۲۱۲–۱۲۲۸ ح. ۱۲۱۲–۱۲۲۸ | ایزابلا دوم ۱۲۱۲–۱۲۲۸ ح. ۱۲۱۲–۱۲۲۸ |                             |                             |                                       |                                       |                                       |                                       | ایزبلا ۱۲۱۶–۱۲۶۴                      | ایزبلا ۱۲۱۶–۱۲۶۴                      | ایزبلا ۱۲۱۶–۱۲۶۴               | ایزبلا ۱۲۱۶–۱۲۶۴               | ایزبلا ۱۲۱۶–۱۲۶۴                | ایزبلا ۱۲۱۶–۱۲۶۴                |                                 |                                 |                                 |                                 |  |  |                                    |                                    |                                    |                                    |                                    |                                    |  |  |  |  |  |  |  |  |  |  |  |  |  |  |
| خاندان برین     | خاندان برین     | خاندان برین     | خاندان برین     | خاندان برین     | خاندان برین     |  |  |                                      |                                      |                                      |                                      |                                      |                                      |  |  |                                     |                                     |                                     |                                     |                                     |                                     |  |  | فریدریش ۱۱۹۴–۱۲۵۰ ح. ۱۲۲۵–۱۲۲۸     | فریدریش ۱۱۹۴–۱۲۵۰ ح. ۱۲۲۵–۱۲۲۸     | فریدریش ۱۱۹۴–۱۲۵۰ ح. ۱۲۲۵–۱۲۲۸     | فریدریش ۱۱۹۴–۱۲۵۰ ح. ۱۲۲۵–۱۲۲۸     | فریدریش ۱۱۹۴–۱۲۵۰ ح. ۱۲۲۵–۱۲۲۸     | فریدریش ۱۱۹۴–۱۲۵۰ ح. ۱۲۲۵–۱۲۲۸     |                                  |                                  | ایزابلا دوم ۱۲۱۲–۱۲۲۸ ح. ۱۲۱۲–۱۲۲۸ | ایزابلا دوم ۱۲۱۲–۱۲۲۸ ح. ۱۲۱۲–۱۲۲۸ | ایزابلا دوم ۱۲۱۲–۱۲۲۸ ح. ۱۲۱۲–۱۲۲۸ | ایزابلا دوم ۱۲۱۲–۱۲۲۸ ح. ۱۲۱۲–۱۲۲۸ | ایزابلا دوم ۱۲۱۲–۱۲۲۸ ح. ۱۲۱۲–۱۲۲۸ | ایزابلا دوم ۱۲۱۲–۱۲۲۸ ح. ۱۲۱۲–۱۲۲۸ |                             |                             |                                       |                                       |                                       |                                       | ایزبلا ۱۲۱۶–۱۲۶۴                      | ایزبلا ۱۲۱۶–۱۲۶۴                      | ایزبلا ۱۲۱۶–۱۲۶۴               | ایزبلا ۱۲۱۶–۱۲۶۴               | ایزبلا ۱۲۱۶–۱۲۶۴                | ایزبلا ۱۲۱۶–۱۲۶۴                |                                 |                                 |                                 |                                 |  |  |                                    |                                    |                                    |                                    |                                    |                                    |  |  |  |  |  |  |  |  |  |  |  |  |  |  |
|                 |                 |                 |                 |                 |                 |  |  |                                      |                                      |                                      |                                      |                                      |                                      |  |  |                                     |                                     |                                     |                                     |                                     |                                     |  |  |                                    |                                    |                                    |                                    |                                    |                                    |                                  |                                  |                                    |                                    |                                    |                                    |                                    |                                    |                             |                             |                                       |                                       |                                       |                                       |                                       |                                       |                                |                                |                                 |                                 |                                 |                                 |                                 |                                 |  |  |                                    |                                    |                                    |                                    |                                    |                                    |  |  |  |  |  |  |  |  |  |  |  |  |  |  |
| خاندان اشتاوفر  | خاندان اشتاوفر  | خاندان اشتاوفر  | خاندان اشتاوفر  | خاندان اشتاوفر  | خاندان اشتاوفر  |  |  |                                      |                                      |                                      |                                      |                                      |                                      |  |  |                                     |                                     |                                     |                                     |                                     |                                     |  |  |                                    |                                    |                                    |                                    | کنراد دوم ۱۲۲۸–۱۲۵۴ ح. ۱۲۲۸–۱۲۵۴   | کنراد دوم ۱۲۲۸–۱۲۵۴ ح. ۱۲۲۸–۱۲۵۴   | کنراد دوم ۱۲۲۸–۱۲۵۴ ح. ۱۲۲۸–۱۲۵۴ | کنراد دوم ۱۲۲۸–۱۲۵۴ ح. ۱۲۲۸–۱۲۵۴ | کنراد دوم ۱۲۲۸–۱۲۵۴ ح. ۱۲۲۸–۱۲۵۴   | کنراد دوم ۱۲۲۸–۱۲۵۴ ح. ۱۲۲۸–۱۲۵۴   |                                    |                                    |                                    |                                    |                             |                             |                                       |                                       |                                       |                                       | هیو یکم ۱۲۳۵–۱۲۸۴ ح. ۱۲۶۸–۱۲۸۴        | هیو یکم ۱۲۳۵–۱۲۸۴ ح. ۱۲۶۸–۱۲۸۴        | هیو یکم ۱۲۳۵–۱۲۸۴ ح. ۱۲۶۸–۱۲۸۴ | هیو یکم ۱۲۳۵–۱۲۸۴ ح. ۱۲۶۸–۱۲۸۴ | هیو یکم ۱۲۳۵–۱۲۸۴ ح. ۱۲۶۸–۱۲۸۴  | هیو یکم ۱۲۳۵–۱۲۸۴ ح. ۱۲۶۸–۱۲۸۴  |                                 |                                 |                                 |                                 |  |  |                                    |                                    |                                    |                                    |                                    |                                    |  |  |  |  |  |  |  |  |  |  |  |  |  |  |
| خاندان اشتاوفر  | خاندان اشتاوفر  | خاندان اشتاوفر  | خاندان اشتاوفر  | خاندان اشتاوفر  | خاندان اشتاوفر  |  |  |                                      |                                      |                                      |                                      |                                      |                                      |  |  |                                     |                                     |                                     |                                     |                                     |                                     |  |  |                                    |                                    |                                    |                                    | کنراد دوم ۱۲۲۸–۱۲۵۴ ح. ۱۲۲۸–۱۲۵۴   | کنراد دوم ۱۲۲۸–۱۲۵۴ ح. ۱۲۲۸–۱۲۵۴   | کنراد دوم ۱۲۲۸–۱۲۵۴ ح. ۱۲۲۸–۱۲۵۴ | کنراد دوم ۱۲۲۸–۱۲۵۴ ح. ۱۲۲۸–۱۲۵۴ | کنراد دوم ۱۲۲۸–۱۲۵۴ ح. ۱۲۲۸–۱۲۵۴   | کنراد دوم ۱۲۲۸–۱۲۵۴ ح. ۱۲۲۸–۱۲۵۴   |                                    |                                    |                                    |                                    |                             |                             |                                       |                                       |                                       |                                       | هیو یکم ۱۲۳۵–۱۲۸۴ ح. ۱۲۶۸–۱۲۸۴        | هیو یکم ۱۲۳۵–۱۲۸۴ ح. ۱۲۶۸–۱۲۸۴        | هیو یکم ۱۲۳۵–۱۲۸۴ ح. ۱۲۶۸–۱۲۸۴ | هیو یکم ۱۲۳۵–۱۲۸۴ ح. ۱۲۶۸–۱۲۸۴ | هیو یکم ۱۲۳۵–۱۲۸۴ ح. ۱۲۶۸–۱۲۸۴  | هیو یکم ۱۲۳۵–۱۲۸۴ ح. ۱۲۶۸–۱۲۸۴  |                                 |                                 |                                 |                                 |  |  |                                    |                                    |                                    |                                    |                                    |                                    |  |  |  |  |  |  |  |  |  |  |  |  |  |  |
|                 |                 |                 |                 |                 |                 |  |  |                                      |                                      |                                      |                                      |                                      |                                      |  |  |                                     |                                     |                                     |                                     |                                     |                                     |  |  |                                    |                                    |                                    |                                    |                                    |                                    |                                  |                                  |                                    |                                    |                                    |                                    |                                    |                                    |                             |                             |                                       |                                       |                                       |                                       |                                       |                                       |                                |                                |                                 |                                 |                                 |                                 |                                 |                                 |  |  |                                    |                                    |                                    |                                    |                                    |                                    |  |  |  |  |  |  |  |  |  |  |  |  |  |  |
| خاندان لوزینیان | خاندان لوزینیان | خاندان لوزینیان | خاندان لوزینیان | خاندان لوزینیان | خاندان لوزینیان |  |  |                                      |                                      |                                      |                                      |                                      |                                      |  |  |                                     |                                     |                                     |                                     |                                     |                                     |  |  |                                    |                                    |                                    |                                    | کنراد سوم ۱۲۵۲–۱۲۶۸ ح. ۱۲۵۴–۱۲۶۸   | کنراد سوم ۱۲۵۲–۱۲۶۸ ح. ۱۲۵۴–۱۲۶۸   | کنراد سوم ۱۲۵۲–۱۲۶۸ ح. ۱۲۵۴–۱۲۶۸ | کنراد سوم ۱۲۵۲–۱۲۶۸ ح. ۱۲۵۴–۱۲۶۸ | کنراد سوم ۱۲۵۲–۱۲۶۸ ح. ۱۲۵۴–۱۲۶۸   | کنراد سوم ۱۲۵۲–۱۲۶۸ ح. ۱۲۵۴–۱۲۶۸   |                                    |                                    |                                    |                                    |                             |                             | جان دوم ۱۲۶۷–۱۲۸۵ ح. ۱۲۸۴–۱۲۸۵        | جان دوم ۱۲۶۷–۱۲۸۵ ح. ۱۲۸۴–۱۲۸۵        | جان دوم ۱۲۶۷–۱۲۸۵ ح. ۱۲۸۴–۱۲۸۵        | جان دوم ۱۲۶۷–۱۲۸۵ ح. ۱۲۸۴–۱۲۸۵        | جان دوم ۱۲۶۷–۱۲۸۵ ح. ۱۲۸۴–۱۲۸۵        | جان دوم ۱۲۶۷–۱۲۸۵ ح. ۱۲۸۴–۱۲۸۵        |                                |                                | هنری دوم ۱۲۷۰–۱۳۲۴ ح. ۱۲۸۵–۱۲۹۱ | هنری دوم ۱۲۷۰–۱۳۲۴ ح. ۱۲۸۵–۱۲۹۱ | هنری دوم ۱۲۷۰–۱۳۲۴ ح. ۱۲۸۵–۱۲۹۱ | هنری دوم ۱۲۷۰–۱۳۲۴ ح. ۱۲۸۵–۱۲۹۱ | هنری دوم ۱۲۷۰–۱۳۲۴ ح. ۱۲۸۵–۱۲۹۱ | هنری دوم ۱۲۷۰–۱۳۲۴ ح. ۱۲۸۵–۱۲۹۱ |  |  |                                    |                                    |                                    |                                    |                                    |                                    |  |  |  |  |  |  |  |  |  |  |  |  |  |  |